# قاچاق انسان در ارمنستان
قاچاق انسان در ارمنستان (انگلیسی: Human trafficking in Armenia) برای کارهای اجباری و سوءاستفاده جنسی می‌باشد.

## موضعگیری‌ها
دفتر نظارت و مبارزه با قاچاق انسان در وزارت امور خارجه ایالات متحده آمریکا، این کشور را در سال ۲۰۱۷ در سطح اول «Tier 1» کشورهای (مبارزه با قاچاق انسان) قرار داد.